# فيليب بريونز
فيليب بريونز (بالفرنسية: Philippe Briones)‏ هو فنان قصص مصورة فرنسي، ولد في 12 أغسطس 1970 في ديجون في فرنسا.